# ايمبي لينكس
ايمبي لينكس أو Impi Linux توزيعة لينكس من جنوب أفريقيا التي تركز على قطاع الأعمال والحكومة. يشير اسم المشروع في الأصل إلى ايمبي بمعنى الحرب في لغة الزولو . في سبتمبر 2005، مارك شاتلوورث استثمرت R راند جنوب أفريقي 10 مليون دولار في مقابل 65٪ من IMPI لينكس.
تم إيقاف المشروع في أبريل 2009 بعد دمج Impi وشرائه لاحقًا من قبل Business Connexion ‏ .

## تاريخ الشركة
يتمتع Impi Linux بتاريخ طويل، لكنه تمكن من التحول من مشروع مفتوح المصدر إلى شركة. بدأ المشروع من مناقشة حول مجموعة مستخدمي Gauteng Linux في جنوب إفريقيا ، GLUG. تم عقد الاجتماع الأول في أواخر عام 2001 في منزل Andre Coetzee وحقق بداية بطيئة للمشروع بمزيد من المناقشات حول اسم distro أكثر من مزاياه الفنية المحتملة. أحد الأسماء التي طرحت في البداية كان Ubuntu . حضر الاجتماع الأول: أندريه تروتير، روس أديس، ثم رئيس GLUG ، وأندريه كوتزي من شركة Cubit Accounting ، و Craig Main ، و Mischa Capazario ، و Eugene Grimsdell ، و Norio De Souza ، و Andrew McGill ، و Laurens Steenkamp وغيرهم، وجميعهم أعضاء GLUG
تم إطلاق الإصدار الأول من Impi Linux ، الإصدار 1 ، في 1 نوفمبر 2003. قدمت بعض الشركات الأخرى الرعاية في شكل وسائط احترافية وعلاقات عامة من MIP Holdings وكذلك النطاق الترددي ومرآة FTP من Internet Solutions.
لم يتم اعتماد الإصدار الأول من Impi Linux على نطاق واسع بسبب العديد من العيوب الفنية وروتين التثبيت غير الناضج.

## روابط خارجية
- أخبار استثمار مارك شاتلورث
- جديد من قسم العلوم والتكنولوجيا POC
- المشاريع الرسمية لكتاب أوبونتو